# Шрино (Тексас)
Шрино (енгл. Chireno) град је у америчкој савезној држави Тексас. По попису становништва из 2010. у њему је живело 386 становника.

## Демографија
Према попису становништва из 2010. у граду је живело 386 становника, што је 19 (4,7%) становника мање него 2000. године.
| Група             | 2000.       | 2010.       |
| Белци             | 315 (77,8%) | 283 (73,3%) |
| Афроамериканци    | 51 (12,6%)  | 55 (14,2%)  |
| Азијати           | 0 (0,0%)    | 0 (0,0%)    |
| Хиспаноамериканци | 25 (6,2%)   | 43 (11,1%)  |
| Укупно            | 405         | 386         |